# Cahier de linguistique
Le Cahier de linguistique est une revue scientifique québécoise semestrielle publiée par les Presses de l'Université du Québec et fondée en 1971 principalement par les professeurs André Dugas et Judith McA'Nulty, sous l'égide du Département de linguistique de l'Université du Québec à Montréal. En 1980, elle devient la Revue québécoise de linguistique.